# كارلوس مانويل بوستوس
كارلوس مانويل بوستوس (بالإسبانية: Carlos Manuel Bustos)‏ هو متزحلق جبال الألب أرجنتيني، ولد في 6 يونيو 1974 في باريلوتشي في الأرجنتين.

## وصلات خارجية
- كارلوس مانويل بوستوس على موقع أوليمبيديا (الإنجليزية)